# Lancia Delta S4
La Lancia Delta S4 è una autovettura sportiva costruita dalla casa automobilistica italiana Lancia,  mediante una stretta collaborazione tecnico industriale, tra lo stabilimento Lancia di Borgo san Paolo con l'Officina Abarth di corso Marche a Torino, per un quantitativo di 200 esemplari stradali, al fine da poterne omologare la variante da competizione secondo le norme FIA Gruppo B, da utilizzare nel campionato del mondo rally, in cui ha gareggiato dall'ultimo evento del 1985 fino alla fine del 1986.

## Contesto

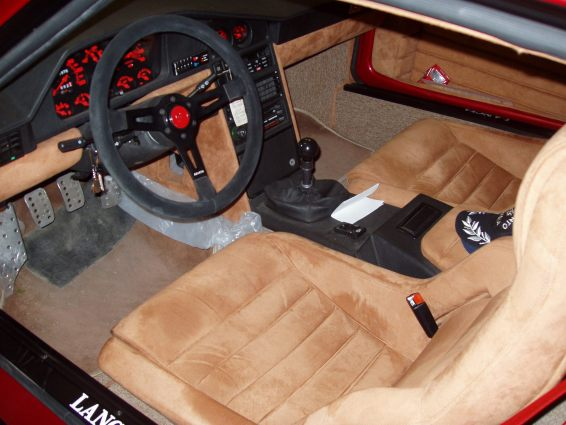
Interni di una Delta S4 Stradale

Nel 1985 la situazione del mondiale rallye rendeva necessario, per essere competitivi, il confronto con la Peugeot 205 Turbo 16 al tempo ai vertici; l'ambito meccanico era quindi quello dell'ormai assodata trazione integrale, aperto all'inizio del decennio dalla Audi con la quattro. In casa Lancia-Abarth la Rally 037 a trazione posteriore, utilizzata fino ad allora nelle gare nonché ultima vettura a 2 ruote motrici a fare suo il titolo, appariva ormai superata e non più competitiva.
Per questi motivi il reparto corse torinese condotto dall'ingegner Claudio Lombardi diede vita alla Delta S4 (Sovralimentata e 4 per le quattro ruote motrici), con l'obiettivo di tornare protagonisti nelle competizioni rally internazionali del Gruppo B.
In particolare, quest'auto fu l'unica Delta per le competizioni a non avere in pratica nulla da spartire con il modello di serie, tanto che fu necessario produrre e mettere in vendita al pubblico 200 esemplari stradali, come prescritto dal regolamento, per l'omologazione della vettura da gara.
Il naturale assemblaggio delle Delta S4 aveva origine nella sede dell'azienda Cecomp, che si occupava di premontare e saldare i telai in tubi di acciaio delle scocche, i quali venivano poi spediti presso la carrozzeria Savio, incaricata della costruzione e verniciatura delle resine. Terminate tali operazioni di base le vetture così pre-assemblate giungevano alla fabbrica Lancia di Borgo san Paolo, che eseguiva i processi connessi al montaggio finale, incluso quello degli organi meccanici e degli allestimenti interni. Ogni singolo motore veniva invece realizzato e collaudato dai tecnici dell'Officina Abarth di Corso Marche.

## Caratteristiche tecniche

### Motore

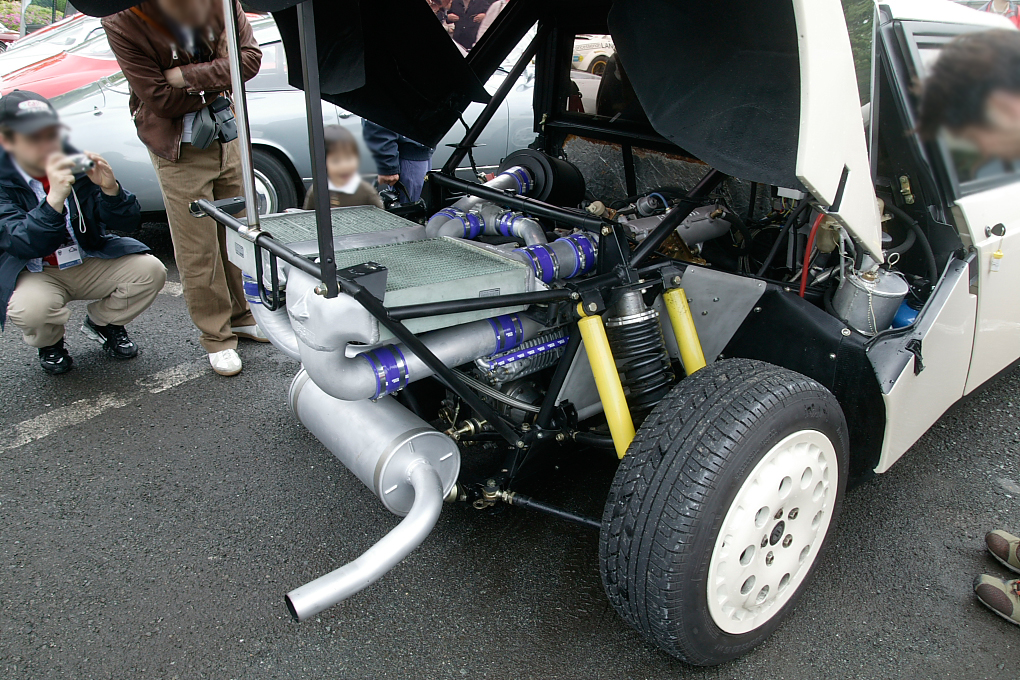
Motore di una Delta S4 Stradale

Il propulsore di questa vettura era un 4 cilindri in linea con una cilindrata di 1759 cm³. Il motore, posto centralmente, aveva un basamento in lega di magnesio con testata in lega leggera di alluminio, inoltre le canne dei cilindri erano rivestite superficialmente con un raffinato e tecnologico trattamento a base di materiale ceramico, chiamato Cermetal.
Le valvole erano 4 per cilindro in Nimonic, una lega Nichel-base normalmente impiegata in applicazioni ad alta temperatura e alto stress meccanico. Vi era un sistema di doppia sovralimentazione: un turbocompressore KKK k27 con in più un compressore volumetrico Volumex, brevettato dalla Abarth (Tipo R18). Il vantaggio del Volumex era di "spingere" già a 1.500 giri/min, mentre la potenza "pura" veniva invece dal turbocompressore KKK a gas di scarico; l'unione dei due sistemi permise elasticità e potenza. I due sistemi di sovralimentazione vennero accoppiati, escludendo il Volumex agli alti regimi di rotazione dove funzionava invece solo il turbocompressore.
La Delta S4 in versione stradale aveva 250 CV, la versione da gara al debutto nel 1985 ne aveva 450, mentre l'ultima evoluzione schierata nel campionato mondiale 1986 poteva sviluppare per brevi tratti anche potenze nell'ordine dei 530 CV con una pressione di sovralimentazione di 2,3 bar tramite un overboost regolabile dall'abitacolo.

### Telaio
Il telaio aveva una struttura reticolare di tubi saldati al Ni-Cr, per poter essere facilmente riparabile e permettere all'assistenza di raggiungere con facilità tutti gli organi meccanici, mantenendo una sufficiente leggerezza. Le sospensioni erano a parallelogramma deformabile, progettate per sopportare una accelerazione otto volte superiore a quella di gravità. Le anteriori avevano molla e ammortizzatore coassiale, mentre le posteriori (doppie) avevano l'ammortizzatore esterno alla molla, per sopportare il maggior peso (57% del carico, più trasferimento di peso in accelerazione). L'escursione era di 250 mm.

### Trasmissione

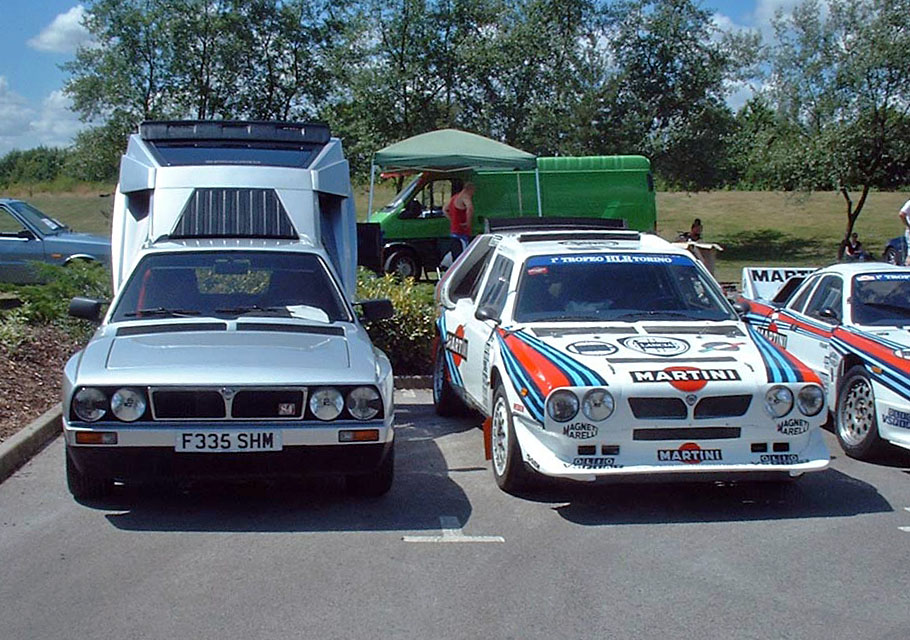
Da sinistra: raffronto tra una Delta S4 Stradale e una da competizione

La trasmissione si avvaleva di un cambio ad innesti frontali, con albero primario cavo; il moto arrivava alla parte posteriore dell'albero attraverso una sottile barra concentrica, che si torce per rapidi aumenti di coppia sollecitando meno il cambio. Si avvaleva inoltre di un ripartitore centrale di coppia costituito da un rotismo epicicloidale sul terzo asse, munito di giunto Ferguson autobloccante. Infatti il semplice differenziale impone parità di coppia; se uno dei due assi si trova in zona a bassa aderenza si verifica uno slittamento, e il differenziale riduce moltissimo la coppia trasmessa anche all'altro asse, limitando la trazione. Per impedire ciò occorre inibire delle forti differenze nella velocità di rotazione dei due assi. Il giunto Ferguson è costituito da due armature, una interna ed una esterna, con due serie di dischi forati ed affacciati tra loro; l'intero giunto è poi sigillato, e riempito parzialmente di un liquido siliconico viscoso. Se c'è una velocità di rotazione relativa tra le due armature, il liquido è costretto a laminare fra disco e disco, e attraverso i fori nei dischi, esercitando una coppia frenante e riscaldandosi. Oltre una certa temperatura la coppia frenante si impenna, ottenendo la saldatura di presa diretta del giunto: grazie a questo effetto, in caso di rottura di un semiasse, in breve tempo il Ferguson si blocca e il veicolo può proseguire.
I primi test tecnici della Delta S4 furono seguiti da Giorgio Pianta, allora capo collaudatore dell'Abarth. A partire dall'estate 1985, Cesare Fiorio, responsabile Squadra Corse Lancia, affidò al pilota italiano Miki Biasion lo sviluppo della vettura.
La distribuzione della potenza sulle ruote nell'ambito della trazione integrale era stabilita su due standard fissi: a seconda degli impieghi si poteva scegliere l'opzione del 20% all'avantreno e 80% al retrotreno, oppure quella del 35% e 65%.
Il pilota ufficiale della Lancia, in un'intervista dichiarava:
(Henri Toivonen)

## Vettura da competizione
Il debutto mondiale della Delta S4 avvenne nel rally RAC del 1985, e fu un successo: primi due posti con le coppie Toivonen-Wilson e Alen-Kivimaki. La Delta S4 si dimostrò ben presto un'auto vincente.

Miki Biasion in azione su Delta S4 al Rally di Sanremo del 1986

Ma il dramma era alle porte: nel maggio 1986 al Tour de Corse, Toivonen ed il suo copilota Cresto, fino a quel momento in testa al rally, uscirono di strada e perirono nell'incidente.
La drammatica scomparsa di Henri Toivonen e Sergio Cresto non fu isolata. C'era stata quella di Attilio Bettega su Lancia 037, soltanto l'anno prima. Vi furono poi la morte di due spettatori e l'accadimento di altri numerosi incidenti, ma con risvolti meno drammatici. Il mondiale andò comunque avanti ed era già virtualmente vinto dalla coppia Alen-Kivimaki su Lancia Delta S4, grazie anche all'epilogo del Rally di Sanremo durante il quale accadde un fatto determinante per la corsa al titolo 1986: per aver maggior effetto suolo la Peugeot aveva montato le minigonne sulle fiancate delle 205 T16 e le tre vetture furono squalificate. I francesi fecero ricorso in appello, ma il Sanremo fu dominato dalle Lancia.
Il mondiale costruttori era andato alle Peugeot e il mondiale piloti a Markku Alén su Lancia S4, ma 11 giorni dopo la fine del campionato, la FISA accettò il ricorso della Peugeot e cancellò il risultato del Sanremo, assegnando così anche il titolo piloti alla Peugeot. 

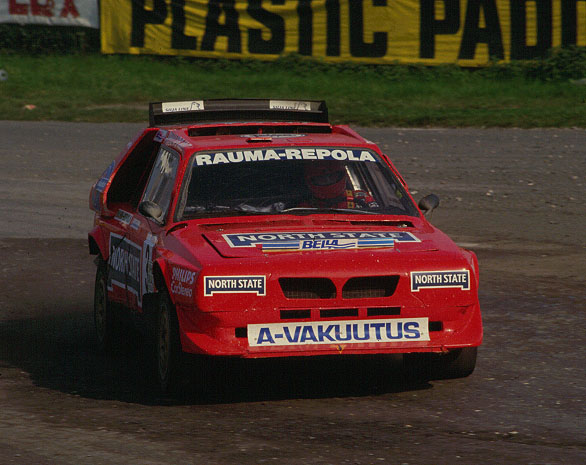
Matti Alamäki in azione su Delta S4 al rallycross finlandese nel 1987

La Delta S4 dopo soli 13 mesi concluse il suo breve ma intenso ciclo, senza vincere alcun titolo mondiale, dimostrandosi comunque una delle più competitive vetture di Gruppo B. L'esperienza maturata con la S4 permise alla Lancia di presentare dopo pochi mesi la nuova Delta HF 4WD di Gruppo A, vettura che avrebbe vinto il mondiale 1987 prima di lasciare a sua volta strada all'ancora più performante e titolata Delta HF Integrale. Tutti gli avvenimenti, più o meno tragici, accaduti durante i campionati 1985 e 1986 fecero comunque prendere alla federazione internazionale la decisione di sospendere l'attività nel Campionato Mondiale Rally delle auto di Gruppo B (ritenute troppo pericolose per le elevatissime prestazioni raggiunte) a favore di auto con caratteristiche più vicine a quelle di serie (Gruppo A).
Dal 1987 la carriera sportiva della S4 continuò, in forma perlopiù privata, in altre discipline dove erano ancora ammesse le vetture di Gruppo B. In particolare ottenne numerose affermazioni nel campionato spagnolo rally su terra, nei campionati italiano ed europeo di autocross e nel Campionato Italiano Slalom.
La S4 fu inoltre impiegata con buoni risultati nel Campionato europeo di rallycross, dove giunse seconda nel 1987, nelle cronoscalate e nelle competizioni su ghiaccio.
Mentre la Delta S4 correva, era in preparazione un prototipo, la Lancia ECV (dotata di vari sviluppi meccanici e strutturali), che sarebbe dovuto diventare la Delta S4 Evoluzione e successivamente la ECV evoluzione2.

## Palmarès

### Vittorie nel mondiale rally
Nel biennio di vita la S4 ha conquistato 5 vittorie e 15 podi in 12 gare (una nel 1985 ed 11 nel 1986) del Campionato del mondo rally.
| # | Anno | Rally                  | Pilota         | Navigatore      |
| - | ---- | ---------------------- | -------------- | --------------- |
| 1 | 1985 | Rally di Gran Bretagna | Henri Toivonen | Neil Wilson     |
| 2 | 1986 | Rally di Monte Carlo   | Henri Toivonen | Sergio Cresto   |
| 3 | 1986 | Rally di Argentina     | Miki Biasion   | Tiziano Siviero |
| 4 | 1986 | Rally di Sanremo       | Markku Alén    | Ilkka Kivimäki  |
| 5 | 1986 | Olympus Rally          | Markku Alén    | Ilkka Kivimäki  |

### Campionato europeo rally
- 1 Campionato europeo rally con Fabrizio Tabaton (1986)

### Campionato italiano rally
- 1 Campionato italiano rally con Dario Cerrato (1986)
- 1 Open d'Italia rally con Dario Cerrato (1986)

### Campionato spagnolo rally su terra
- 4 titoli con Juan Carlos Oñoro (1987) e Gustavo Trelles (1988, 1989, 1990)

### Campionato europeo autocross
- 5 titoli con Gian Battista Rosella (1987), Augusto Cesari (1988), Illide Romagna (1989), Giancarlo Stecca (1990 e 1991)

### Campionato italiano slalom
- 7 titoli con Augusto Cesari (1987, 1990, 1991, 1992, 1993), Paolo Antonazzo (1994) e Loris Lusenti (1997)

### Campionato italiano montagna
- 1 titolo con Nello Nataloni (1991)